# Sjolem Asch
Sjolem Asch (Jiddisch: שלום אַש) (Kutno, 1 november 1880 – Londen, 10 juli 1957) was een in Polen geboren Joods-Amerikaanse schrijver. Hij schreef voornamelijk in het Jiddisch. Zijn werk omvat romans, toneelstukken en essays.

## Levensloop
Asch werd geboren als Szulim Asz in een gezin met tien kinderen. Toen hij 34 jaar was, vertrok hij naar Amerika, waar zijn boeken vaak op de bestsellerlijsten voorkwamen, nadat ze eerst vanuit het Jiddisch in het Engels en vele andere talen - waaronder ook het Nederlands - vertaald werden. Zijn romans, novellen en zelfs toneelstukken over het leven van de Joden, spelend in het heden en het verleden, werden in zeer brede kring gewaardeerd. Men kende hem vooral van zijn Bijbelverhalen zoals de Nazarener, de Apostel en Maria (1949).
Asch begreep al vroeg het gevaar van het nationaalsocialisme, waartegen hij sterk ageerde. Dit bracht hem in contact met Hendrik Willem van Loon, waar hij vaak aan huis kwam, en samen publiceerden ze anti-Hitler geschriften, wat in 1941 o.a. zijn geloofsbelijdenis "What I Believe" opleverde.
Sjolem overleed in London, maar woonde zijn laatste jaren zowel in Israël als in Engeland. Zijn woning in Israël werd een museum.

## Publicaties
- A Shtetl (De sjtetl), 1904 of eerder, verhaal
- Mitn Shtrom (Met de Stroom), 1904, roman en toneelstuk
- Got fun Nekomeh (God van de Wraak), 1907, toneelstuk
- Reb Shloyme Nogid, 1913, roman
- Motke Ganev (Motke de Gannef), 1916, roman
- Mary, 1917, toneelstuk
- Der Veg tsu Zikh (De Weg naar Jezelf), 1917, toneelstuk
- Motke Ganev (Motke de Gannef), 1917, toneelstuk
- Onkl Mozes, 1918, toneelstuk
- Kiddush ha-Shem, 1919, roman
- Di Muter, (De Moeder), 1919
- Di Kishufmakherin fun Kastilien (De Heks van Castile), 1921
- Urteyl (Doodvonnis), 1924
- Khaym Lederers Tsurikkumen (De terugkeer van Khaym Lederer), 1927
- Farn Mabul trilogy (Voor de zondvloed) 1929-31, vertaald als Three Cities, 1933
- Gots Gefangene (Gods Gevangenen), 1933
- Der T'hilim Yid, 1934, vertaald als Salvation
- The War Goes On, 1935
- Bayrn Opgrunt, 1937, vertaald als The Precipice
- The Mother, 1937, roman
- Three Novels, 1938
- Dos Gezang fun Tol (Het Lied van de Vallei), 1938
- The Nazarene, 1939, roman
- Children of Abraham, 1942, korte verhalen
- The Apostle, 1943, roman
- One Destiny, 1945
- East River, 1946
- Tales of My People, 1948, korte verhalen
- Mary, 1949, roman
- Salvation, 1951
- Moses, 1951, roman
- A Passage in the Night, 1953
- The Prophet, 1955